# 加藤汽船
加藤汽船株式会社（かとうきせん）は、兵庫県神戸市に本拠を置く旅客船会社である。
本社所在地は、兵庫県神戸市中央区新港町3番7号。

## 概要
元は加藤海運株式会社の旅客部門であった。
1949年に事業分離され、加藤汽船単独航路や関西汽船と共同で航路を持ち、瀬戸内海において阪神と香川県(四国地方)を結ぶ役割を果たしていた。しかし、本州四国連絡橋の完成により瀬戸内海における船舶の競争力が薄れ、2003年9月30日限りで船舶輸送事業より撤退、航路の一部をジャンボフェリー株式会社に譲渡した。
その一方で、2006年7月14日より海上アクセス（現・株式会社OMこうべ海上アクセス事業部）から神戸-関空ベイ・シャトル（神戸空港 - 関西国際空港間の高速船）の運航を受託し、船舶輸送事業に再参入している。
現在は瀬戸内海を中心とした航路をとるフェリー会社などを傘下に置いている。また、このジャンボフェリーの設立経緯から、時折「ジャンボフェリー株式会社」と「加藤汽船株式会社」は同一の会社と混同される事があるが、この2社はそれぞれ独立した会社である。

## かつての航路
• 阪神 - 高松航路（客船）
大阪・神戸と香川県を連絡する航路であり、かつては高松、坂出、丸亀、観音寺と寄港していたが、道路整備の進捗により、1963年に高松以西は廃止された。また、1960年代には午後・夜行各1往復に加えて週末に午前便1往復の運航だったが、1970年代には夜行便1往復、1990年には高松行昼行・大阪行夜行の1往復となって、1992年、後述のフェリーに代替された。
- 運航区間：大阪（弁天埠頭） - 神戸（中突堤） - 土庄港（はぴねす2は土庄東港） - 高松港
- 運航便数：一日1 - 3往復
- 就航船舶：
  - ちとせ丸
    - 佐野安船渠建造。1957年3月25日竣工。
    - 491.86総トン、全長49.62 m、型幅8.50 m、型深さ3.700 m、ディーゼル1基、機関出力750 ps、航海速力12.00ノット、旅客定員369名

  - はぴねす
    - 佐野安船渠建造。1960年9月15日竣工、1986年4月引退。
    - 724.80総トン、全長57.90 m、型幅9.20 m、型深さ3.90 m、ディーゼル1基、機関出力1,400 ps、航海速力13.5ノット、旅客定員475名

  - ぐれいす
    - 三菱重工業下関造船所建造。1963年7月20日竣工、1990年引退。
    - 1,056.87総トン、全長64.245 m、型幅10.00 m、型深さ4.10 m、ディーゼル1基、機関出力2,400 ps、航海速力15.6ノット、旅客定員701 - 801名

  - はぴねす2（元東海汽船 ふりいじあ丸）
    - 田熊造船建造。1971年6月2日竣工、1986年4月就航(買船)、1992年引退。
    - 2,300.82総トン、全長84.17 m、型幅13.00 m、型深さ5.70 m、ディーゼル2基2軸、機関出力6,000 ps、航海速力16.5ノット、旅客定員982名

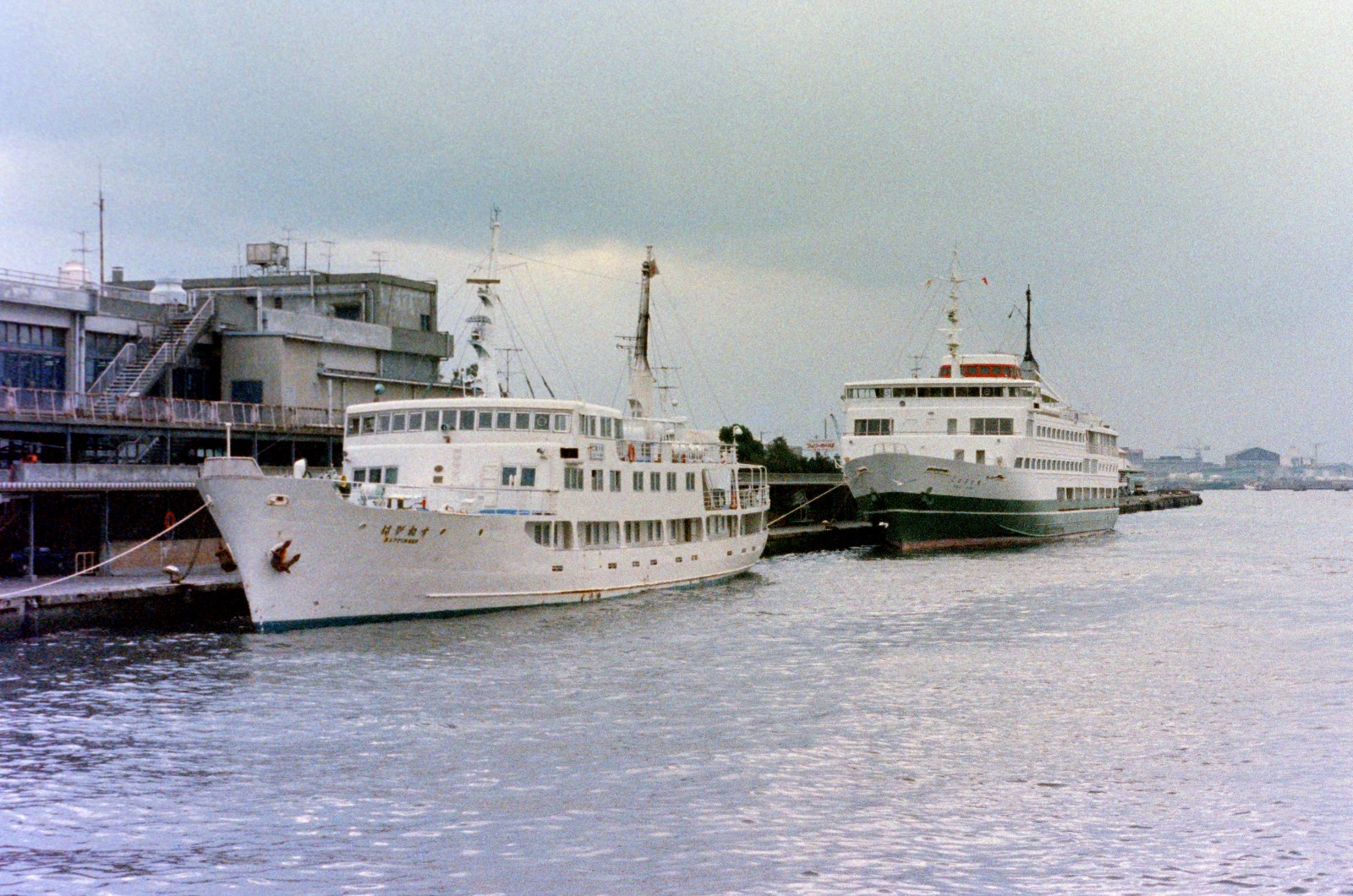
はぴねす
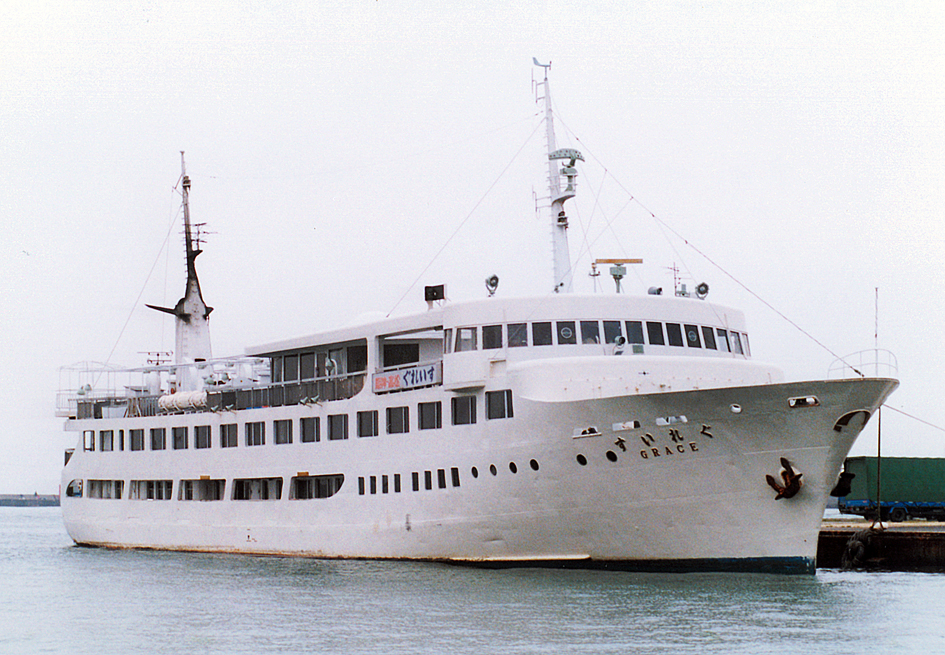
ぐれいす
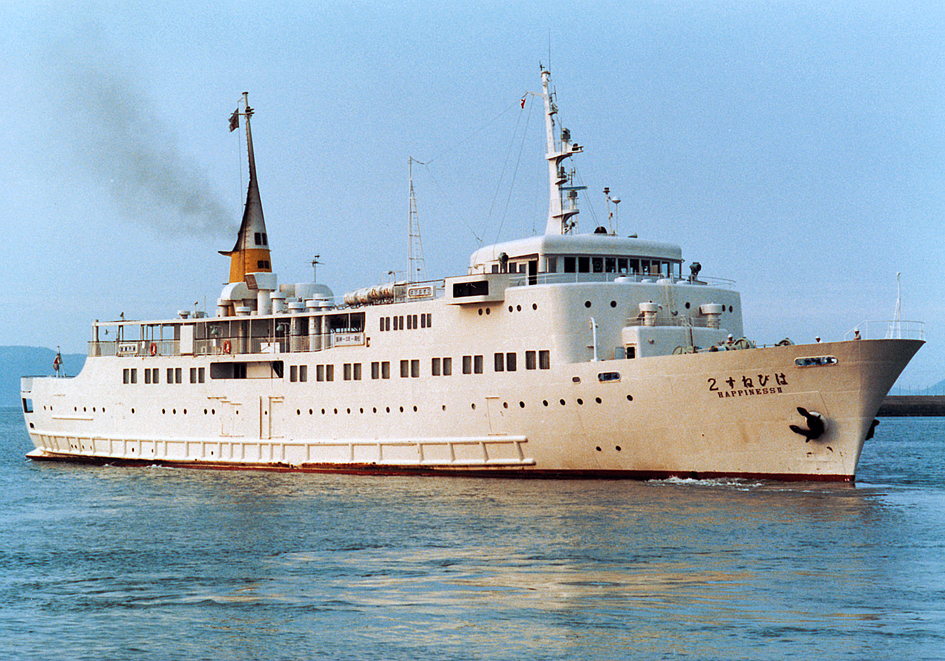
はぴねす2

 • 大阪 - 高松航路（フェリー）
- 運航区間：大阪南港 - 土庄東港 - 高松港（F地区）
- 運航便数：フェリー1往復（高松行きは昼行便、大阪行きは夜行便）
- 就航船舶：
  - はぴねす（元四国中央フェリーボート にいはま）
    - 来島どっく宇和島造船所建造 1973年竣工、客船便廃止後の1992年に就航、1994年3月で廃止。2885総トン、全長：101.9 m、全幅：18 m、旅客定員：628名、車両積載数：トラック40 台・乗用車53台、航海速力20.4ノット。

 • 高松 - 土庄航路（快速艇）
- 運航区間：高松港 - 土庄港
- 運航便数：高速艇1往復
- 就航船舶：
  - ぐれいす
    - 三保造船所建造、1982年6月竣工。もと岩国松山高速「さざんせと」
    - 72.76総トン、登録長20.76 m、型幅4.70 m、型深さ2.15 m
    - フェリー便廃止後の1994年4月に就航、2001年4月30日で廃止。

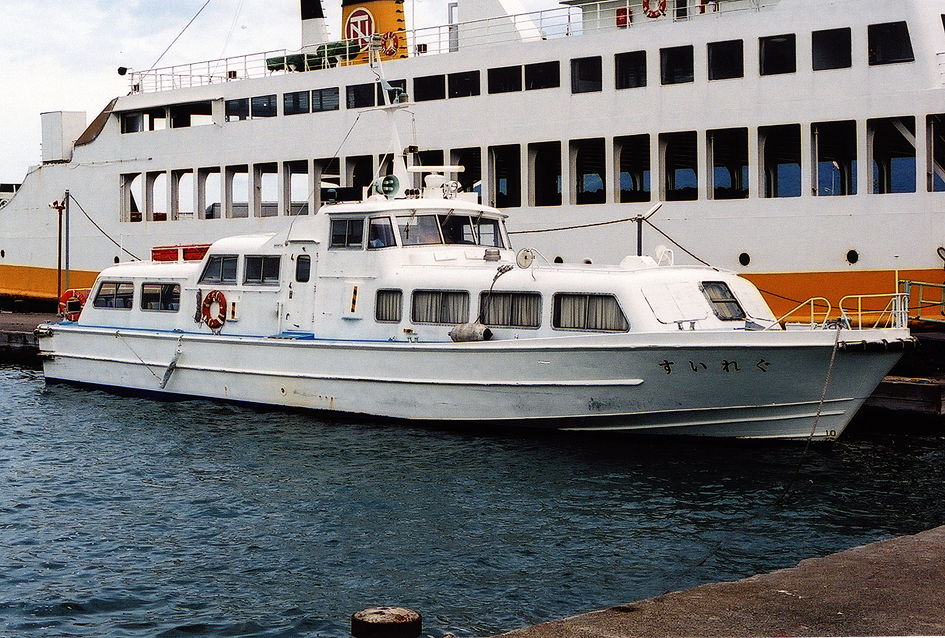
高松－土庄航路 快速艇 ぐれいす

 • 阪神 - 高松航路（ジェットフォイル）
「ジェットライン」と称した高速船航路。1987年4月運航開始、関西汽船と共同運航。
当初、大阪 - 高松3往復と神戸 - 高松2往復の直航便で運航開始、所要時間はそれぞれ2時間15分、1時間55分であった。その後小豆島寄港、減船・減便を経て、2000年10月12日に航路休止となった。休止時点では下記各港に寄港、一日2往復の運航となっていた(所要時間2時間40 - 50分)。
- 運行区間：大阪（天保山） - 神戸（中突堤） - 坂手港 - 土庄東港 - 高松港
- 運航便数：一日2 - 5往復
- 就航船舶：
  - ジェット7
    - ボーイング建造、1980年10月竣工。休航後東海汽船に売船され、「セブンアイランド愛」に改名
    - 279.56総トン、全長27.43 m、型幅8.53 m、型深さ2.59 m、タービン2基、機関出力7,600 ps、航海速力43ノット、旅客定員280名

  - ジェット8
    - ボーイング建造、1985年6月竣工。日韓高速船、佐渡汽船等を経て、2022年現在は九州郵船「ヴィーナス2」として就航中
    - 162総トン、全長27.43 m、型幅8.53 m、型深さ2.59 m、タービン2基、機関出力7,600 ps、航海速力43ノット、旅客定員282名

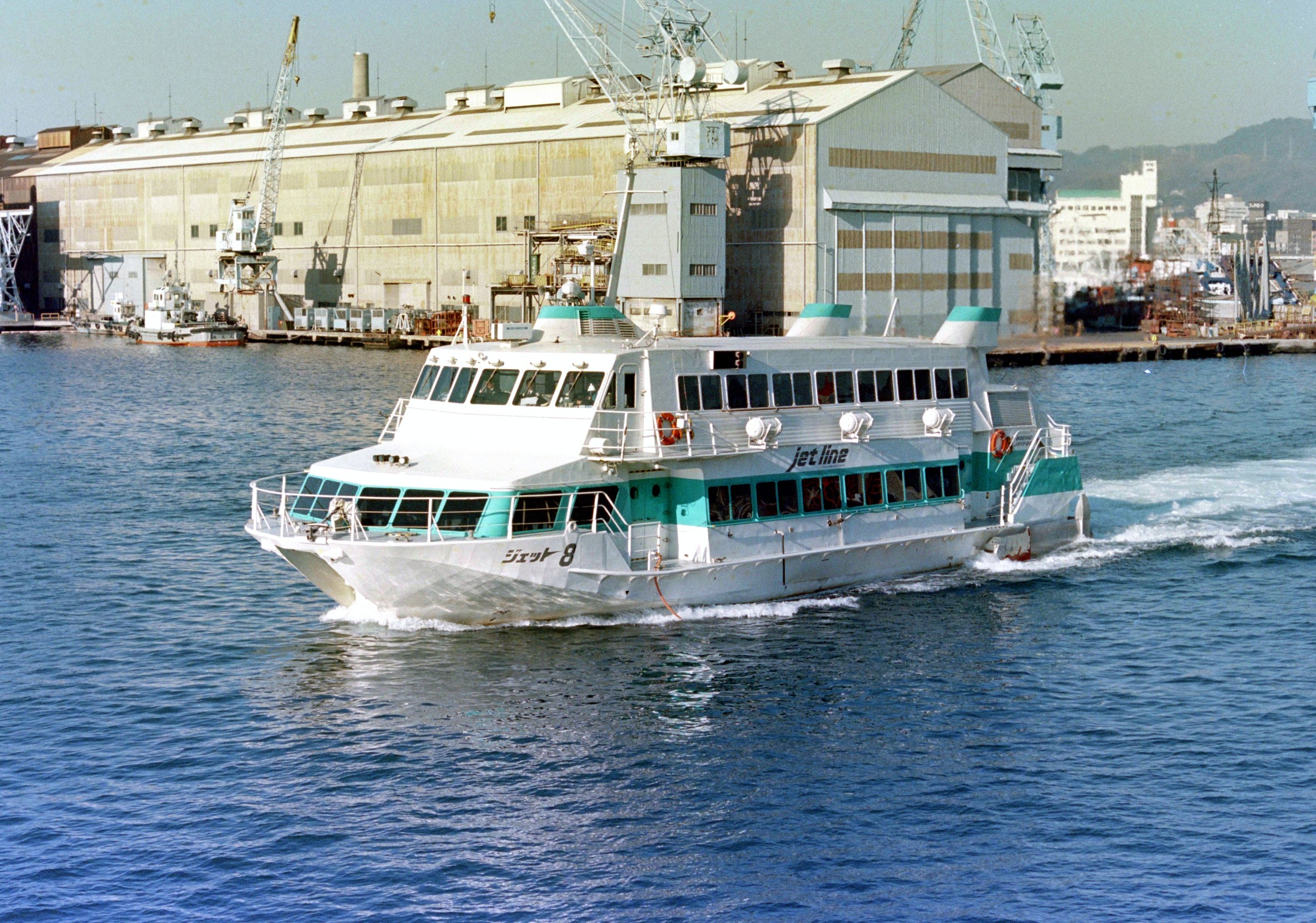
ジェット8

 • 東神戸 - 高松東航路 (ジャンボフェリー)
関西汽船と共同運航。1969年11月20日運航開始、2003年10月1日、新設のジャンボフェリー株式会社に移管。詳細は同社の項目を参照。

## 事故
- 1970年（昭和45年）5月22日 - 大阪港から高松港に向かっていた旅客船「はぴねす」の右舷に後方から石炭運搬船が衝突。乗客11人が負傷[15]。

## 関連会社
筆頭株主などの形で、以下の会社をグループの傘下に置いている。
- 宇高国道フェリー（宇高航路フェリーを運航していた。関連事業としてゴルフ場経営。現在は運航・営業部門を国道フェリー株式会社に分離）
- ジャンボフェリー（もとは加藤汽船が運航していた、神戸-高松を運航する船会社）
- 高松エクスプレス（通称：フットバス、高速バス事業）
- 伊勢湾フェリー
- 雌雄島海運
- 本島汽船（丸亀-牛島-本島）
- アドバンストレーディング（ジャンボフェリーの高松東港無料バスの運行管理などグループ内のアウトソーシングを担当）
- 森國酒造（小豆島唯一の日本酒蔵元）
- 瀬戸大橋総合開発（瀬戸中央自動車道の料金収受業務の受託、与島パーキングエリアの運営などを行う）

## かつての関連会社
- カトーレック(加藤陸運株式会社) 
  - 陸運部門を1967年（昭和42年）に分離
- 瀬戸内海放送（テレビ放送局）
  - 2018年現在でも、宇高国道フェリーとグループ創業者の親族が主要株主である。
- 瀬戸大橋高速バス（高速バス事業）
  - 香川県のバス会社と瀬戸大橋開通で影響を受けたフェリー会社の合弁会社で、加藤汽船も主要株主だった。1992年（平成4年）解散。